# Герб Заозёрска
Герб Заозёрска — опознавательно-правовой знак, составленный и употребляемый в соответствии с правилами геральдики, служащий символом местного самоуправления и городского статуса ЗАТО города Заозёрск.

## Описание и обоснование символики
Геральдическое описание (блазон) гласит:
В лазоревом поле волнистый серебряный пояс, поверх которого два морских якоря накрест, сопровождённые вверху сиянием из отвлечённых золотистых лучей, внизу — серебряным дельфином.
На официальном портале ЗАТО города Заозёрска дано альтернативное описание: 

Синее поле щита пересечено по горизонтали белой волнистой линией. На линии — два скрещенных золотых якоря. Под ними изображение морского конька.»
Два скрещенных золотых якоря символизируют приморский город-порт. Волнистая линия, разделяющая щит, символизирует море. Северное сияние и два скрещенных якоря — символы Севера и города — порта. Морской конек — символизирует подводные силы Северного флота. В целом герб символизирует город-базу подводных сил на Севере.

## История
Город образован в 1958 году, как посёлок Заозёрный. В 1981 году ему был присвоен статус города. Город носил имена Североморск-7, Мурманск-150, Западная Лица. В 1994 году город переименован в Заозёрск. Ныне Заозёрск — закрытое административно-территориальное образование в Мурманской области.

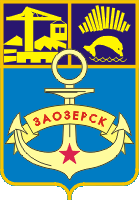
Герб 1994 г.

В 1991 году исполнительный комитет города Мурманск-150 при подготовке празднования 10-летия статуса города решил разработать и утвердить герб города. Комиссию по созданию герба возглавил первый заместитель председателя горисполкома И. В. Воронцов. На конкурс поступило около двадцати работ, но все они не были одобрены комиссией. Председатель горисполкома И. З. Набиулин поручил создать временный герб главному архитектору города Игорю Витальевичу Шешукову. В конце 1994 года комиссия одобрила вариант Шешукова, он представлял собой: «Прямоугольный щит красного цвета. Глава щита поделена пополам. В левой его части располагался строительный кран на фоне сопок. В правой части был изображён дельфин и над ним — северное сияние. Центр щита украшал якорь с наложенной на него лентой с надписью „Заозерск“. Под лентой на якоре — красная пятиконечная звезда, между вертикальным и правым лучом которой — язык вечного огня». Этот проект был утверждён горисполкомом. На сувенирах и значках герб изображался с голубым полем щита вместо красного. Первый герб имел ряд геральдических неточностей и в 1996 году городские власти приняли решение разработать и утвердить новый герб.

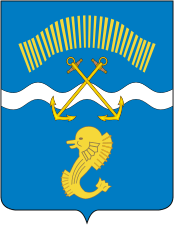
Герб 1997 г.

Новый герб был утверждён 18 ноября 1997 года решением Совета депутатов № 14.
Герб выглядел следующим образом: 
Синее поле щита пересечено по-горизонтали белой волнистой линией (поясом). На линии — два скрещённых золотых якоря. Под ними изображение золотого морского конька.
Символика герба: 
Два скрещённых золотых якоря символизируют приморский город-порт. Волнистая линия, разделяющая щит, символизирует море. Северное сияние и два скрещённых якоря — символы Севера и города-порта. Морской конёк — символизирует подводные силы Северного флота. В целом герб символизирует город-базу подводных сил на Севере.
Герб внесён в Государственный геральдический регистр Российской Федерации с присвоением регистрационного номера 1903.
Авторами нового герба были Сергей Фёдоров и скульптор-дизайнер Пётр Абарин.
Первоначально описание герба и его символики было внесено в Устав ЗАТО г. Заозёрск в 1998 году, после чего они несколько раз изменялись.

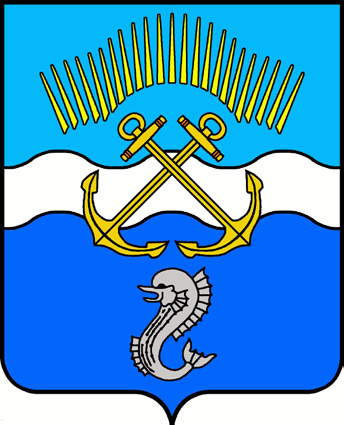
Герб 2001 г.

В редакции Устава от 11 июля 2005 года оно было следующим:
Герб города представляет собой изображение щита, пересеченного серебряной линией. В верхней части на лазоревом поле веерообразно расходятся золотые лучи, положенные в три соединённые и отвлечённые по бокам дуги, из которых средняя больше. В центре щита — два накрест положенных золотых якоря.
В нижней части на лазоревом поле, обращённый вправо (влево от зрителя) — серебряный силуэт геральдического дельфина. В гербе города изображены якоря и дельфин — символы военно-морского флота. Город Заозёрск является базой военно-морского флота и местом службы моряков-подводников. Лучи северного сияния указывают на расположение города в Заполярье, волнистый пояс говорит о том, что город находится рядом с рекой Западная Лица».
То есть в гербе золотой геральдический конёк был заменён на серебряного геральдического дельфина.
В редакции Устава от 21 сентября 2005 описание герба стало более геральдическим, но было исключено описание символики герба:
В лазоревом поле волнистый серебряный пояс, поверх которого два морских якоря накрест, сопровождённые вверху сиянием из отвлечённых золотистых лучей, внизу — серебряным дельфином».